# John Jervis, I conte di St Vincent
John Jervis, 1º conte di St. Vincent (Meadford, 9 gennaio 1735 – Rochetts, 14 marzo 1823), è stato un ammiraglio britannico.

## Biografia
Jervis nacque a Meadford, Staffordshire ed entrò in marina nel 1749. Raggiunse il grado di tenente nel 1755 e nello stesso anno prese parte nella conquista del Québec. Nel 1760 venne nominato primo comandante e comandò diverse navi nel Mediterraneo e nel canale della Manica. Venne poi inviato negli Stati Uniti durante la guerra d'indipendenza americana e combatté nella battaglia di Ouessant nel 1778.
Gli venne assegnato il titolo di cavaliere dell'Ordine del Bagno per la cattura della nave francese Pegase nel 1782 e l'anno seguente entrò nel Parlamento britannico in rappresentanza di Launceston e successivamente di Great Yarmouth eletto fra le file del partito Whig.
Nel 1787 ottenne le insegne di contrammiraglio e nel 1788 si sposò con Martha Parker. All'inizio delle guerre napoleoniche venne inviato nelle Indie Occidentali, cooperando con l'esercito alla conquista delle isole francesi. Al ritorno in Gran Bretagna nel 1795, venne promosso ammiraglio. Nel novembre prese il comando della flotta del Mediterraneo dove pose il blocco al porto francese di Tolone ed assistette gli alleati della Gran Bretagna nei combattimenti in Italia.
Fu comandante in capo della flotta del Mediterraneo dal 1796 al 1799. Uno dei suoi compiti era quello di vigilare la flotta spagnola a Cadice e la sconfisse nella battaglia di Capo San Vincenzo. Nello stesso anno, tuttavia, dovette far fronte agli ammutinamenti di Spithead e Nore. Jervis prevenne la rottura della catena di comando mediante la severità, includendo le flagellazioni, l'impiccagione di marinai e lo scherno pubblico dei suoi ufficiali, uno dei quali, Sir John Orde, lo sfidò a duello. In ogni caso, elevò la disciplina della marina inglese ad un livello che non aveva mai avuto prima. Fu sempre disposto a promuovere i buoni ufficiali, e l'efficienza dello squadrone col quale Horatio Nelson vinse la battaglia del Nilo si dovette in gran parte a lui. Jervis lasciò temporaneamente il comando nel 1799, a causa di gravi motivi di salute, ma dopo essersi curato riassunse il comando l'anno seguente. Gli venne assegnato il titolo di Conte di St Vincent e divenne Primo Lord dell'Ammiragliato nel 1801.
Mantenne il comando della flotta del canale della Manica dal 1806 al 1807 e si ritirò a riposo nel 1811. Gli venne conferito il titolo di Ammiraglio della Flotta in occasione dell'incoronazione di re Giorgio IV.
Venne costruito un monumento funebre in sua memoria, nella cattedrale di San Paolo a Londra oltre ad essere stato ritratto in diversi periodi della sua vita.
«Io non dico, Signori, che i francesi non verranno. Dico solo che non arriveranno per mare» disse ironicamente, dirigendosi alla Camera dei Lords, mentre era Primo Lord dell'Ammiragliato nel 1801.